# 徐孝琳
徐孝琳（韓語：서효림，1985年1月6日—），韓國女演員。

## 演藝經歷
2007年透過KBS《春暖花開的時候》出道，之後演出《仁順真漂亮》、《那位要來了》、《他們的世界》、《做得好 做的妙》。從2009年起主持《Music Bank》至2010年11月19日。

## 個人生活
與資深女演員金守美在劇集《擺飯桌的男人》飾演母女結緣並進而與其子鄭明浩交往，並於2019年12月22日舉行婚禮，同時宣布已有身孕。

## 影视作品

### 電視劇
- 2007年：KBS《春暖花開的時候》飾演 洪怡
- 2007年：KBS《仁順真漂亮》飾演 金正雅
- 2008年：KBS《他們的世界》飾演 徐海真
- 2009年：MBC《那位要來了》
- 2009年：MBC《做得好 做得妙》飾演 河恩菲
- 2010年：KBS《風吹好日子》飾演 張萬歲
- 2010年：KBS《成均館緋聞》飾演 河孝恩
- 2011年：SBS《女人的香氣》飾演 林世晶
- 2011年：MBC《我也是花》飾演 金達
- 2013年：SBS《那年冬天風在吹》飾演 陳素拉
- 2013年：SBS《主君的太陽》飾演 朴瑞嫻（客串）
- 2014年：SBS《無盡的愛》飾演 千惠珍
- 2016年：SBS《美女孔心》飾演 孔美
- 2017年：MBC《擺飯桌的男人》飾演 河妍珠
- 2018年：tvN《金秘書為何那樣》飾演 崔淑珍（特別出演）
- 2018年：KBS《讓開，命運啊》飾演 韓勝珠
- 2021年：MBC《衣袖紅鑲邊》飾演 李蓉婉
- 2022年：tvN《明星經紀人生存記》飾演 徐孝琳（特別出演）

### 電影
- 2009年：《我的愛在我身邊》飾演 記者（客串）
- 2023年：《家门荣誉：重启》（客串）

### MV
- 2007年：徐英恩《完全珍貴的你》
- 2008年：一樂《輕率女子》
- 2009年：FTIsland《壞女人》
- 2010年：MBLAQ《Y》

## 主持
- 2009－2010年《Music Bank》

## 外部連結
- 徐孝琳官方網站
- 徐孝琳Cyworld官方迷你網站
- 徐孝琳的Instagram帳戶
- 徐孝琳-BLOG （页面存档备份，存于）
- 徐孝琳的Instagram帳戶